# Cutina distincta
Cutina distincta là một loài bướm đêm trong họ Erebidae.